# Homo cepranensis

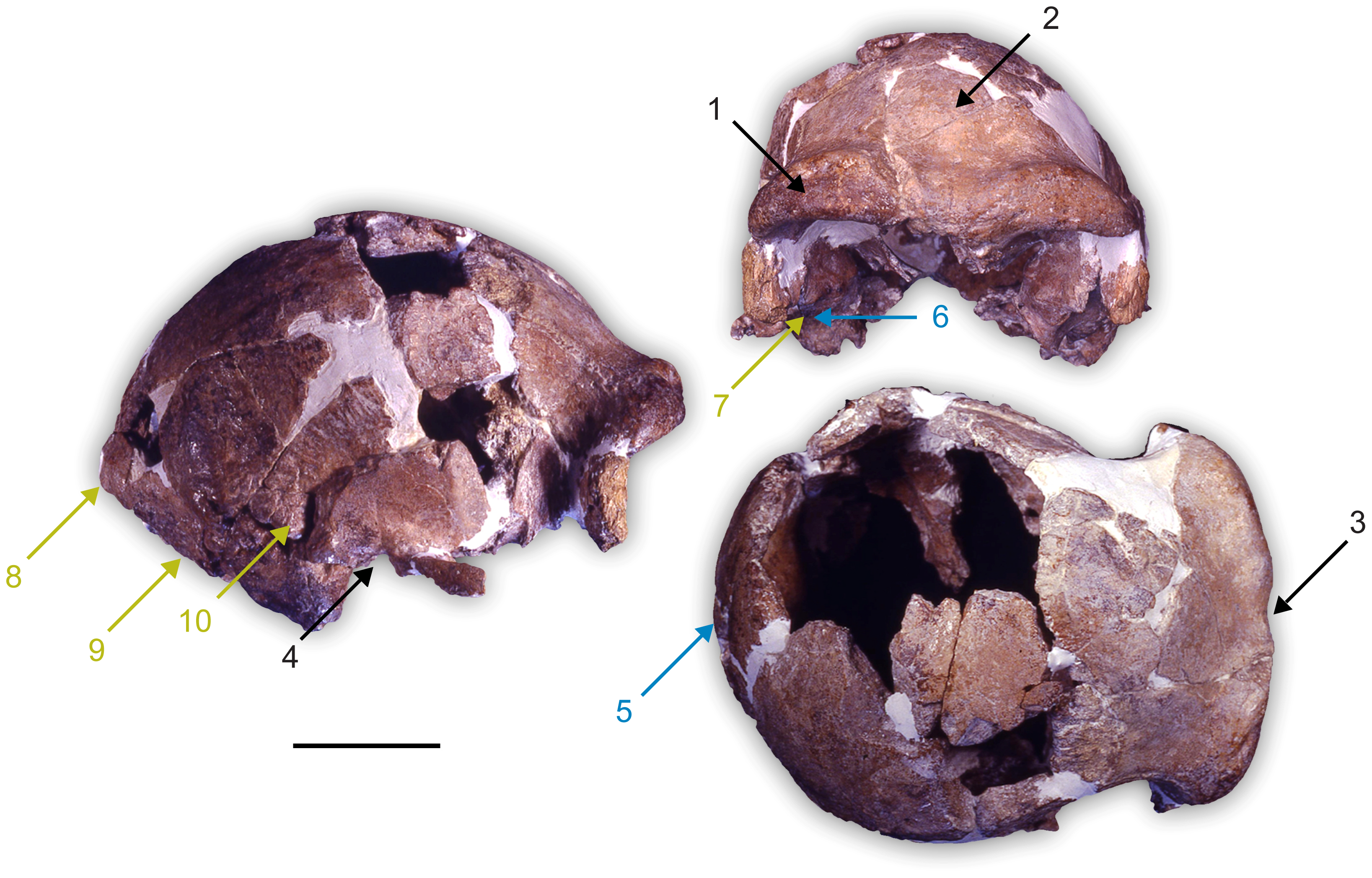
Sọ của Ceprano,người đàn ông thuộc chủng Homo cepranensis

Homo cepranensis là tên được đề xuất cho một loài vượn người chỉ được biết đến qua một đỉnh sọ được phát hiện vào năm 1994. Các hóa thạch được phát hiện bởi nhà khảo cổ học Italo Biddittu và được mệnh danh "Người đàn ông Ceprano" theo một thị trấn gần đó thuộc tỉnh Frosinone, 89 km về Đông Nam của Rome, Ý.  Hóa thạch được ước tính vào khoảng 700.000 đến 900.000 năm tuổi.  Một điểm khai quật liền kề, Fontana Ranuccio, với hóa thạch có niên đại tới 487.000 +/- 6.000 năm, Muttoni et al, cho thấy rằng Ceprano có khả năng nhất là 450.000 năm tuổi. Các chi tiết sọ trên xương dường như là đặc điểm trung gian giữa  Homo erectus và những loài sau này, chẳng hạn như Homo heidelbergensis, thống trị châu Âu rất lâu trước khi xuất hiện Homo neanderthalensis. Một nghiên cứu năm 2011 cho thấy đó là tổ tiên của người Homo neanderthalensis. Vẫn chưa đủ mẫu vật để phân tích đầy đủ hơn về loài này.